# Ü
Ü bruges på visse sprog til at markere en særlig udtale af bogstavet U.

## Tysk
På tysk kaldes det "U umlaut" (U omlyd) og udtales som et Y.
Som tysk forkortelse kan det stå for Über, der betyder over, typisk i stednavne.

## Tyrkisk
På tyrkisk udtales det som et Y.
- Kemal Atatürk, det moderne Tyrkiets grundlægger

## Estisk
I Estland benyttedes Y tidligere men blev erstattet af Ü.

## Ungarsk
På ungarsk udtales det som et kort Y — bogstavet Ű er et langt Y.

## Spansk
På spansk bruges de to prikker over U til at markere, at det udtales i kombinationer, hvor det normalt er stumt. F.eks. er U stumt foran I som i guitar, men udtales i den spanske skrivemåde for whiskey, güisqui.
| Sprog | Spire Denne artikel om sprog er en spire som bør udbygges. Du er velkommen til at hjælpe Wikipedia ved at udvide den. |